# Sterbeort

Sterbeurkunde (Beispiel)

Der Sterbeort gehört zu den biografischen Eckdaten und bezeichnet den geographischen Ort, an oder bei dem eine Person gestorben ist. Er wird dem Sterbedatum stets nachgestellt, beispielsweise „† 1902 in Lemberg“ oder „gest. 1902 in Lemberg“.

## Statistik
Der Sterbeort wird in keinem Land systematisch statistisch erhoben. Alle Angaben beziehen sich daher auf stichprobenartige Erhebungen anhand entsprechend einzeln händisch auszuwertender Unterlagen, wobei diese Erhebungen nicht repräsentativ sind. Tiefer gehende Analysen sind aufgrund der kleinen Stichproben-Umfänge kaum verallgemeinerbar. Für den Sterbeort „Zuhause“ ergeben sich in vielen Studien Werte zwischen 14 und 30 Prozent. Die Sterbeorte Krankenhaus, Pflegeheim, Altenheim (und Hospiz) ergänzen sich gegenseitig: Die Verteilung reicht von 34 % Krankenhaus und 34 % Heim in den Niederlanden (2002) bis zu Krankenhaus 61 % und Heim 10 % in Kanada (2004). Im internationalen Vergleich geht ein entsprechend großes Angebot an Heimplätzen sowie dortige gerontologische medizinische Versorgung mit weniger Toten in Krankenhäusern einher. Ebenso im zeitlichen Vergleich geht ein Ausbau von Hospizen, Heimen und Palliativstationen einher mit entsprechend weniger Toten in Krankenhäusern, während der Anteil der zu Hause gestorbenen eher gleich bleibt.
In Deutschland wird nur statistisch umfassend erhoben, wie viele Menschen pro Jahr im Krankenhaus versterben. 2013 starben 46 % im Krankenhaus. Für alle anderen Sterbeorte wird keine amtliche Statistik geführt. Diese lassen sich nur durch stichprobenartige Erhebungen anhand der Totenscheine schätzen, wobei diese Erhebungen sehr aufwändig und nicht repräsentativ sind. Eine Auswertung der Sterbeliteratur bis 2005 zeigt, dass 25–30 % im häuslichen Umfeld versterben, 15–25 % im Altenheim/Pflegeheim, 1–2 % im Hospiz und 3–7 % an einem anderen Ort.

## Geographischer Ort
Der geographische Ort ist eine Entität der Verwaltungsgliederung (meist der Ortsname). Ist der Ort kein Siedlungsgebiet, so wird die kleinste Verwaltungsgliederung angegeben (z. B. der Landkreis). Wenn sich der Sterbeort nicht genau bestimmen lässt, so wird er umschrieben (in Deutschland gem. Allgemeiner Verwaltungsvorschrift zum Personenstandsgesetz; zum Beispiel: „auf der Fahrt von Helgoland nach Amrum“). Hilfsweise sind auch andere Angaben möglich, z. B. „unbekannt in Österreich“ oder ein bestimmtes Gebirge.
Der Sterbeort wird im Totenschein vom Arzt eingetragen, amtlich festgelegt wird der Ort in der Sterbeurkunde durch das zuständige Standesamt oder im Ausland dem Äquivalent. Diese Festlegung ist gerichtlich überprüfbar. Bei Krankenhaussterbefällen wird üblicherweise zusätzlich der Krankenhausname angegeben.

## Recht
Einschlägig ist in Deutschland das Personenstandsgesetz (PStG) nebst Allgemeiner Verwaltungsvorschrift zum Personenstandsgesetz (PStG-VwV).
Rechtlich von Bedeutung ist der Sterbeort, weil sich hieraus die örtliche Zuständigkeit des Standesamtes und ggfs. des Trägers der Sozialhilfe (§ 98 Abs. 3 SGB XI) für die Bestattungskosten ergibt.

### Örtliche Zuständigkeit des Standesamtes
Grundsätzlich ist bei der örtlichen Zuständigkeit des Standesamtes § 28 Abs. 1 PStG anzuwenden. Ausnahmen hiervon sind:
- Landfahrzeuge und Gewässer: gemäß Örtlichkeit der Entnahme des Verstorbenen, § 37 Abs. 1 und 3 PStV
- Bergwerke: gemäß Örtlichkeit der Schachteinfahrt, § 37 Abs. 2 PStV
- Angehörige der ehemaligen deutschen Wehrmacht: Standesamt in dessen Bezirk der Verstorbene seinen letzten Wohnsitz oder gewöhnlichen Aufenthalt hatte; dies gilt für Sterbefälle im Inland wie im Ausland § 44 PStV
- Sterbefälle auf dem Bodensee. Die Zuständigkeit ist nach § 37 Abs. 6 PStV durch ein Abkommen der Bodenseeuferstaten von 1880 geregelt.[6]
- Sterbefälle von Häftlingen der ehemaligen deutschen Konzentrationslager im Bundesgebiet: Sonderstandesamt in Bad Arolsen, § 38 Abs. 1 PStG
- Sterbefälle auf deutschen Seeschiffen: Standesamt I in Berlin, § 37 Abs. 1 PStG